# МАС (спутник)
МАС (Малый Автономный Спутник) — советское обозначение французских микроспутников, предназначенных для технологических экспериментов в космосе и выводившихся на орбиту советскими ракетами-носителями «Молния-М» в качестве попутной нагрузки при запусках спутников связи «Молния-1». Французское название аппаратов этой серии — SRET (фр. Satellite des Recherches et d’Études Technologiques). Всего было построено и запущено два таких спутника, «МАС-1» (фр. SRET 1), на котором  испытывались новые типы солнечных батарей,  и «МАС-2» (фр. SRET 2) для проверки системы пассивной теплозащиты.

## История
Соглашение о начале советско-французского сотрудничества в космосе было подписано 1966 году, после посещения президентом Франции Шарлем де Голлем Байконура. Впоследствии были реализованы десятки различных советско-французских программ, включающих изучение космического пространства, медико-биологические эксперименты, изучение верхней атмосферы, наблюдение за космическими аппаратами и другие исследования, для реализации которых использовались советские и французские космические аппараты, геофизические ракеты, аэростаты и наземные контрольные станции.
Отдельным направлением космической деятельности являются испытания материалов и технологий в космосе и отработка новых элементов конструкции космических аппаратов. В рамках советско-французского сотрудничества эти исследования проводились на спутниках, созданных французскими специалистами и выведенных в космос советскими ракетами-носителями. Эти спутники получили советское название «МАС» и французское «SRET». Всего по этой программе было запущено два аппарата — «МАС-1» (фр. SRET 1) и «МАС-2» (фр. SRET 2).

## «МАС-1»
Космический аппарат «МАС-1» был создан для исследования работы в условиях космического полёта тонкоплёночных сернисто-кадмиевых и теллуро-кадмиевых солнечных батарей. Предполагалось, что такие батареи из-за своего меньшего веса и более высокого КПД, окажутся более выгодными для установки на космических аппаратах. Для сравнения на «МАС-1» были установлены и обычные для космической техники того времени кремниевые батареи. Исследования на «МАС-1» продолжались в течение 15 месяцев и дали материал для дальнейших разработок в области энергоснабжения космических аппаратов.
Спутник «МАС-1» массой 16 кг был запущен 4 апреля 1972 ракетой-носителем «Молния-М» с космодрома Плесецк, в качестве попутной нагрузки к связному спутнику «Молния-1» № 20. «МАС-1» стал первым иностранным спутником, запущенным в СССР. В международном каталоге COSPAR спутник получил идентификатор 1972-025B. «МАС-1» был выведен на орбиту, близкую к орбите основного спутника «Молния-1», c апогеем 39 260 км, перигеем 480 км и наклонением 65,6°.  На такой орбите аппарат четыре раза в день пересекал радиационные пояса Земли, что позволило получить дополнительную информацию о влиянии космической радиации на экспериментальные солнечные батареи и полупроводниковые материалы. Спутник вошёл в атмосферу и прекратил своё существованиев в феврале 1974 года.

## «МАС-2»
Основной задачей аппарата «МАС-2» была проверка пассивной системы охлаждения, планируемой к применению на европейском метеорологическом спутнике «Meteosat», для работы инфракрасных детекторов которого требовались криогенные температуры. На спутнике «МАС-2» проверялась возможность поддержания таких температур в условиях космического пространства без использования системы принудительного охлаждения. По оси спутника был сформирован своеобразный «колодец», препятствующий нагреву его «дна» внешним излучением. На «дне» колодца располагался инфракрасный датчик. Положение спутника в пространстве стабилизировалось вращением вокруг оси. Проведенные на спутнике эксперименты показали, что такая система поддержания низкой температуры датчика эффективна, если ось спутника отклонена от направления на Солнце на угол больше 65°. Также на спутнике «МАС-2» были продолжены исследования поведения тонких плёнок в космических условиях, начатые на «МАС-1».
Космический аппарат «МАС-2» массой 30 кг был запущен 5 июня 1975 ракетой-носителем «Молния-М» с космодрома Плесецк, совместно со связным спутником типа «Молния-1К» («Молния-1» № 30). «МАС-2» был выведен на высокоэллиптическую орбиту, близкую к орбите основного спутника, c апогеем 40 813 км, перигеем 514 км и наклонением 63°. Эксперименты на такой орбите позволили прогнозировать условия работы пассивной системы охлаждения на геостационарных спутниках «Meteosat». В международном каталоге COSPAR спутник получил идентификатор 1975-049B. Спутник вошёл в атмосферу и прекратил своё существование в июле 1988 года.